# El Calafate
El Calafate je mesto v Patagoniji v Argentini. Leži na južni meji Argentinskega jezera, v jugozahodnem delu province Santa Cruz, približno 320 kilometrov severozahodno od Río Gallegosa. Ime mesta izhaja iz majhnega grma z rumenimi cvetovi in temno modrimi jagodami, ki je v Patagoniji zelo pogost: češmim lokalno imenovan kalafate (Berberis microphylla); beseda izhaja iz besede calafate, v španščini 'tesnilo'.
El Calafate je pomembna turistična destinacija kot središče za obisk različnih delov narodnega parka Los Glaciares, vključno z ledenikom Perito Moreno, Cerro Chaltén in Cerro Torre.

## Zgodovina
V prvih desetletjih 20. stoletja je bilo na mestu današnjega Calafata postavljeno oskrbovalno mesto za prevoz volne iz okoliških estancij (posesti). Leta 1927 je kraj uradno ustanovila argentinska vlada za pospeševanje naselitve regije.
Vzpon Calafateja se je začel leta 1943 z ustanovitvijo uprave nacionalnega parka Los Glaciares (dokončan leta 1946). Uprava parka je bila dolgo najpomembnejša ustanova v vasi, ki je sprva štela le okoli 100 prebivalcev, skrbela je za oskrbo z elektriko, gradnjo cest in ustanovitev prvega hotela v vasi. Po drugi strani pa se je kraj v zadnjih 1930-ih pospešeno razvil, ko je turizem postal priljubljen tudi v regijah, bolj oddaljenih od glavnih metropolitanskih območij Argentine, kar je povzročilo gradnjo številnih hotelov in gostinskih obratov pa tudi število prebivalstva, ki se je hitro povečevalo, zlasti od 1980-ih dalje. Mestna podoba se je temu primerno spremenila: iz prašnega kraja v lepo mesto z raznolikimi lesenimi hišami ob tlakovanih ulicah. Pobočja s pogledom na jezero so pozidana na večjem območju.

## Gospodarstvo
Danes El Calafate živi skoraj izključno od turistov z vsega sveta. Glavna sezona je od oktobra do maja. Ustanovljen je bil kot oskrbovalno mesto za prevoz volne iz okoliških naselij. Danes so ovce skoraj izginile s pokrajine. Letališče Aeropuerto Internacional Comandante Armando Tola (koda IATA FTE), 21 kilometrov vzhodno od mesta, ki je bilo odprto leta 2000, je prineslo dodaten zagon, saj pomeni, da se na Calafate lahko pripeljejo tudi večja letala, prej so bili leti le z majhnimi propelerskimi letali iz sosednjih mest v Patagoniji in iz Río Gallegosa. Razcvet je povzročil nadaljnje povečanje števila prebivalstva.

## Prebivalstvo
Ob popisu prebivalstva leta 2010 je imelo mesto 16.655 prebivalcev, več kot dvakrat več kot leta 2001; tako je bil El Calafate peto največje mesto v provinci Santa Cruz.
Zaradi širitve turizma je bilo leta 2014 že 21.132 ljudi, ocena leta 2020 pa je 28.766 prebivalcev..

## Podnebje
El Calafate ima hladno polsuho podnebje (Köppnova podnebna klasifikacija BSk) s hladnimi do toplimi, zelo suhimi poletji in hladnimi do zelo hladnimi, nekoliko ostrejšimi zimami. Ekstremna mraz in vročino v mestu ublaži vpliv Argentinskega jezera. Mesto leži v velikem plitkem zalivu, ki je pozimi pogosto zamrznjen, kar prebivalcem omogoča drsanje. Najvišja zabeležena temperatura je bila 6. februarja 1962 30,7 ° C, najnižja zabeležena temperatura pa je bila –17,4 ° C 27. julija 2014.  Secretaria de Mineria (extremes 1951–1980)

## Prostoživeče živali
Plamenci, ki se zbirajo v vodah Argentinskega jezera, so redno vidni z mesta El Calafate.

## Okolica
El Calafate je kraj Glaciariuma, muzeja, ki se osredotoča na led in ledenike, zlasti na Južnopatagonsko ledeno polje.
Mesto je izhodišče za narodni park Los Glaciares, zlasti ledenik Perito Moreno ali ledenik Upsala, Spegazzini in Onelli, do katerih se pride z izletniškimi čolni po Argentinskem jezeru in za oglede gora, kot je Fitz Roy.
Polotok Valdés in Puerto Madryn z znanimi naravnimi parki v Atlantiku sta oddaljena približno 24 ur vožnje z avtobusom.
Druge pomembne povezave obstajajo z najjužnejšim mestom na svetu Ushuaia na Tierra del Fuego.

## Zanimivosti
Najnovejši rekord jadralnega letenja na svetu v višini 15.902 m sta 3. septembra 2017 v bližini El Calafateja postavila Jim Payne in Morgan Sandercock v novem jadralnem letalu Perlan 2 (s kabino pod pritiskom). .
Prejšnji rekord v višini jadranja na višini 15.460 m sta v bližini El Calafateja 30. avgusta 2006 postavila Steve Fossett in Einar Enevoldson v svojem raziskovalnem jadralnem letalu "Perlan". Ta zapis je potrdil Fédération Aéronautique Internationale.
Mesto je bilo na poti popolnega Sončevega mrka 11. julija 2010, ki se je zgodil tik pred sončnim zahodom.
El Calafate je bil predstavljen v oddaji Top Gear Patagonia Special, v kateri so se voditelji odpeljali iz Barilocheja do Ushuaie.
- Ledenik Perito Moreno
- Ledenik Spegazzini s Cerro Peineta
- Pogled na El Calafate in Argentinsko jezero
- Fitz Roy